# Eomorphopus
Eomorphopus is een geslacht van rechtvleugeligen uit de familie doornsprinkhanen (Tetrigidae). De wetenschappelijke naam van dit geslacht is voor het eerst geldig gepubliceerd in 1900 door Hancock.

## Soorten
Het geslacht Eomorphopus omvat de volgende soorten:
- Eomorphopus antennatus Bolívar, 1887
- Eomorphopus granulatus Hancock, 1907
- Eomorphopus purpurascens Olivier, 1791